# 小行星11673
小行星11673（11673 Baur）是一颗绕太阳运转的小行星，为主小行星带小行星。该小行星于1998年1月26日发现。

## 轨道参数
小行星11673的轨道半长轴为2.2247933 UA，离心率为0.087。